# Come Over (Jorja Smith)
Come Over è un singolo della cantante britannica Jorja Smith, pubblicato il 1º ottobre 2020.
Il brano vede la partecipazione del cantante giamaicano Popcaan.

## Video musicale
Il video musicale, reso disponibile in concomitanza con l'uscita del brano, è stato diretto da Amber Grace Johnson.

## Tracce
Testi e musiche di Jorja Smith, Andre Hugh Sutherland, Andrew Hershey, Irvan Mejia, Isiah Elwel, Madison Stewart e Marlon Roudette.
Download digitale
1. Come Over (feat. Popcaan) – 3:28

Download digitale – Remix
1. Come Over (feat. Oboy) (Remix) – 2:25

## Formazione
Musicisti
- Jorja Smith – voce
- Popcaan – voce aggiuntiva

Produzione
- Cadenza – produzione
- Dre Skull – produzione
- Izaïah – produzione
- MadisonLST – produzione
- Pasque – produzione

## Classifiche
| Classifica (2020-21) | Posizione massima |
| -------------------- | ----------------- |
| Belgio (Vallonia)    | 89                |
| Francia              | 94                |
| Irlanda              | 82                |
| Regno Unito          | 35                |